# CINW
CINW était une station de radio québécoise de langue anglaise basée à Montréal. Elle fut la première radio commerciale au Canada.
Elle fut en ondes sur la bande AM du 1er décembre 1919 au 29 janvier 2010 sous différentes lettres d'appel : XWA (1919-1921), 9AM (1921-1922), CFCF (1922-1991) et CIQC (1991-1999) puis CINW (1999-2010). Après plusieurs changements de fréquence, dont trois années à partager le 730 kHz avec CKAC de 1925 à 1928, elle diffuse au 600 kHz de 1933 à 1999 avant de devenir le AM 940 jusqu'à sa fermeture.
Opérée par Corus Québec, elle était la station sœur de la radio francophone CINF.
Les matchs de baseball des Expos de Montréal furent diffusés à CIQC de 1992 à 1999 par Dave Van Horne et Ken Singleton,.
La station exploite le premier studio de radio au Canada, situé dans l'Édifice de la compagnie Canada Cement.